# Posidoniaschalie

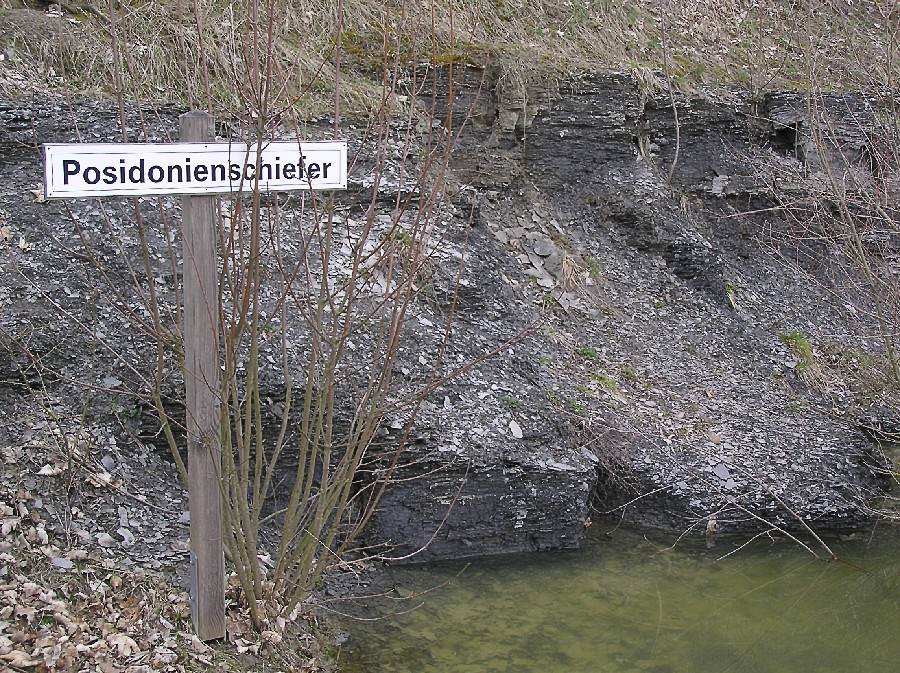
Posidoniaschalie op de Hesselberg (Beieren).

De Posidoniaschalie is een geologische formatie bestaande uit grijze tot zwarte schalie uit het Vroeg-Jura (Lias of zwarte Jura), om precies te zijn behoort de formatie tot het Toarcien (ongeveer 183 tot 176 miljoen jaar geleden). De formatie komt op diverse plekken in Centraal- en Noordwest-Europa aan het oppervlak of in de ondergrond voor. In de Nederlandse lithostratigrafie is de Posidonia Schalie Formatie onderdeel van de Altena-groep.
Het gesteente bevat een grote hoeveelheid organisch materiaal in de vorm van bitumen en kan daardoor vettig aanvoelen. In Duitsland wordt het daarom wel Ölschiefer (olieschalie) genoemd, maar dit is eigenlijk een verkeerde naam omdat de Posidoniaschalie geen aardolie bevat. In Frankrijk, Nederland en Neder-Saksen is de Posidonia Schalie vaak het moedergesteente voor olie en gas. Dit is met name het geval bij alle olievelden in het West-Nederlands Bekken.
De Posidoniaschalie is bekend vanwege de fossielen die erin gevonden worden. Bekende vindplaatsen zijn in de omgeving van Holzmaden. Onder de fossielen zijn crinoïden, ammonieten, vissen en ichthyosauriërs.

## Naamgeving en stratigrafie
De naam Posidoniaschalie is verwarrend, omdat er in de formatie geen schelpen van het (uitgestorven) geslacht Posidonia voorkomen. De naam komt van een in de schalie voorkomende soort tweekleppige die vroeger Posidonia bronni genoemd werd. Later is deze soort hernoemd naar Bositra buchii. De geslachtsnaam Posidonia geldt tegenwoordig alleen voor soorten uit het veel eerdere tijdperk Carboon.
In Nederland wordt de Posidoniaschalie tot de Altena Groep gerekend. Ze ligt boven op de Aalburg-formatie en onder de Werkendam Formatie. In het noorden van Duitsland behoort de formatie tot de Lias. Ze ligt hier op de Amaltheenton en onder de Opalinuston of de Dörntenschalie. In het zuiden van Duitsland behoort de Posidoniaschalie tot de Schwarzer Jura, ze ligt daar ook op de Amaltheenton maar wordt overdekt door de Jurensismergel-formatie.

## Vorming
Bij het uit elkaar riften van Pangea vond in Europa tektonische daling van de korst plaats zodat het continent grotendeels overspoelde met water. In het begin was dit nog brak water, maar in de tijdsnedes Pliensbachien (ongeveer 189 tot 183 Ma) en Toarcien (ongeveer 183 tot 176 Ma) strekte zich over West-Europa een grote zee uit (soms Liaszee genoemd), die in het zuiden vastzat aan de Tethysoceaan. In het Toarcien (de afzettingen uit deze tijdsnede worden wel "Lias Epsilon" genoemd) was het klimaat dankzij de passaatwind 's zomers nat (moessonregen) en 's winters droog. Dit zorgde voor sterke variatie in het zuurstofgehalte van het water met de seizoenen. De regelmatig anoxische (euxinische) omstandigheden zorgden ervoor dat organisch materiaal maar langzaam kon verrotten en dit is de reden dat de schalie zo veel goed bewaarde fossielen bevat. Deze sterke variatie in omstandigheden tussen de seizoenen veroorzaakt in het afgezette sediment een zeer fijne gelaagdheid (varven genaamd). De onderliggende gesteentelagen uit het Pliensbachien en bovenliggende lagen uit het Dogger vertonen duidelijk minder fijne gelaagdheid, waaruit afgeleid wordt dat er in die tijden minder variatie tussen de seizoenen was.

## Voorkomen
De Posidoniaschalie is afgezet in de tijdens het Lias onder water staande delen van het Europese continent, dat waren het Bekken van Parijs, het Zuid-Duitse Bekken, het Nedersaksisch Bekken en het Yorkshire-bekken. In Nederland in de Roerdalslenk, het West-Nederlands Bekken, het Breeveertien Bekken, het Centraal Nederlands Bekken en de Centrale Noordzee Slenk. De Posidoniaschalie dagzoomt vooral veel in Zuid-Duitsland, omdat daar tijdens de Alpiene orogenese tektonische opheffing heeft plaatsgevonden waarmee diepere lagen weer naar het oppervlak werden gebracht. In Noord-Duitsland, Nederland en onder de Noordzee ligt de Posidoniaschalie diep in de ondergrond, bij Hilsmulde in Neder-Saksen bijvoorbeeld op 6 km diepte. In de buurt van York in Engeland komt de formatie wel weer aan het oppervlak.

## Winning
Daarnaast wordt de schalie gewonnen als natuursteen voor gebruik als onder andere dakpannen en tafelbladen. Door droge destillatie van zwavelrijke oliehoudende schalie wordt ichthammol gefabriceerd wat de basis is van trekzalf.
In de Tweede Wereldoorlog werd bij Erzingen geprobeerd uit de schalie brandstof te winnen. Bij de winning werden gevangenen in de groeven te werk gesteld, waarvoor zeven concentratiekampen waren ingericht. Geschat wordt dat rond 3500 dwangarbeiders hierbij zijn omgekomen.